# Podospora conica
Podospora conica är en svampart som först beskrevs av Karl Wilhelm Gottlieb Leopold Fuckel, och fick sitt nu gällande namn av A.E. Bell & Mahoney 1995. Podospora conica ingår i släktet Podospora och familjen Lasiosphaeriaceae.   Inga underarter finns listade i Catalogue of Life.
I den svenska databasen Dyntaxa används istället namnet Schizothecium conicum för samma taxon.  Arten är reproducerande i Sverige.